# صموئيل بارون (ضابط)
صموئيل بارون (بالإنجليزية: Samuel Barron)‏ هو ضابط أمريكي، ولد في 28 نوفمبر 1809 في هامبتون في الولايات المتحدة، وتوفي بنفس المكان في 26 فبراير 1888.